# Port-la-Nouvelle
Port-la-Nouvelle är en kommun i departementet Aude i regionen Occitanien  i södra Frankrike. Kommunen ligger  i kantonen Sigean som ligger i arrondissementet Narbonne. År 2022 hade Port-la-Nouvelle 5 882 invånare.

## Befolkningsutveckling
Antalet invånare i kommunen Port-la-Nouvelle
Referens: INSEE